# Citorrininos
Citorrininos (Kytorhinini) é uma tribo de coleópteros da subfamília Bruchinae.

## Sistemática
- Ordem Coleoptera
  - Subordem Polyphaga
    - Infraordem Cucujiformia
      - Superfamília Chrysomeloidea
        - Família Chrysomelidae
          - Subfamília Bruchinae
            - Tribo Kytorhinini
              - Gênero Kytorhinus

## Referência
1. ↑  «BugGuide». Consultado em 27 de março de 2015